# Druckwellenversiegelung
Eine Druckwellenversiegelung ist eine Tür in einem Brandmauerkonzept, welche möglichst immer offen ist, unter bestimmten Umständen jedoch in Sekundenbruchteilen geschlossen werden kann.

## Beispiele
Beispiele hierzu sind die Druckwellenschotts in Bunkeranlagen, sowie die (in diesem Fall als solche bezeichneten) Druckwellenversiegelungen auf Kriegsschiffen.

## Technische Umsetzung
Die Funktionsweise entspricht weitestgehend der eines Rückschlagventils.
Technisch wird dies erreicht, indem ein Durchgang, z. B. durch eine Brandmauer oder ein Schott, so im rechten Winkel zu dem darauf treffenden Gang steht, dass eine herannahende Druckwelle die Tür zuschlägt.
Gelagerter Artilleriesprengstoff, welcher bei einer Entzündung wegen der fehlenden Verdämmung ohne zu detonieren nur sehr schnell verbrennt, schob vor der Flammfront eine Druckwelle her, welche so auf die Feuerschutztür prallen musste, dass diese allein davon zugeworfen wurde. Dabei wurden in der Flucht der Druckwellenausbreitung vor und hinter dieser Tür Wasserbehälter angebracht, welche die Druckwelle aufriss und deren Inhalt vernebelte. Dieses Prinzip wird auch im Bergbau angewendet. Hierzu werden Gestelle verwendet, in denen offene Wannen mit Löschwasser über Kopfhöhe oder an den Wänden eines Verbindungstunnels angebracht werden. Das Wasser dämpft nicht nur den Druckstoß, sondern kühlt, von der Druckwelle fein verwirbelt, die nacheilende Flamme stark ab.
Voraussetzung für das zuverlässige Funktionieren einer solchen Einrichtung ist, dass die Tür nicht verlegt ist und dass sie leicht genug, aber dabei immer noch ausreichend stabil ist. Erreicht werden kann dies durch die Aufteilung der Versiegelung auf verschiedene Arten von Türen. Das wären zum einen Türen mit großer lichter Breite (mit stabilen Schleusen), welche nur bei Bedarf geöffnet werden, um z. B. in einem Bergwerk einen Zug passieren zu lassen, und die bei erhöhtem Explosionsrisiko, wie etwa bei der Gefechtsbereitschaft auf einem Kriegsschiff, konsequent geschlossen bleiben. Zum anderen sind das Türen, die wesentlich kleiner sind und der Frischluftversorgung oder zum Durchreichen von Gegenständen dienen und die eine solche Schnellverschlussanlage besitzen. Dabei entsteht besonders beim Schiffbau ein großes Problem: Aus dem Hauptmunitionsbunker müssen im Gefecht große Mengen Munition (Treibladungen und Granaten) zu den Geschützen überführt werden, bei einem Gewicht von über 490 kg einer einzelnen Kaliber-38-cm Granate (zuzüglich Treibladung) ist es unmöglich, diese den Geschützen anders als über Rutschen, Aufzüge und Förderbänder zuzuführen. Solche Transportanlagen lassen sich jedoch schlecht mit Druckwellenversiegelungen kombinieren. Obwohl das Problem bekannt war, verwandte man daher bei der Dreadnought-Klasse lieber eine umso stärkere Außenpanzerung, verzichtete jedoch auf komplizierte Inneneinrichtungen zum Schutz der Munitionsvorräte. Zudem vertraute man nicht auf die Zuverlässigkeit der Transporteinrichtungen und lagerte in und unter den Waffentürmen größere Mengen Granaten, denen bereits der Zünder eingesetzt worden war -man vertraute ganz auf die überlegene Reichweite der eigenen Artillerie, wollte ihr einen zusätzlichen Schnellfeuervorteil verschaffen und übersah völlig die Konsequenzen, die eintraten, wenn die Schiffe im relativen Nahkampf fremdem Beschuss ausgesetzt waren.

## Weiterentwicklung der Druckwellenversiegelung im Schiffbau
Seit Anfang des Zweiten Weltkriegs finden daher mehr Türen Verwendung, die sich senkrecht in den Weg fahren lassen und dabei von einem elektrisch gezündeten Treibsatz bewegt werden. Die Förderbänder der Munitionierungsanlage haben hierzu einen Spalt, in den die Tür ohne Hindernis hineinfährt. Ein mehrstufiges System ist in der Lage – ein Unterbrechersystem für einzelne Türen vorausgesetzt – das Schott versiegeln zu können, selbst wenn einzelne Türen von einer Granate verlegt sind.

## Technische Detaillösungen
Ein weiteres Problem mit Druckwellenversiegelungen jeder Art ist, dass die Tür sich nach Einsatz nicht mehr öffnen lässt. Vor dem Öffnen muss ein Druckausgleich hergestellt werden, aber wenn sich die Tür verklemmt hat, sind nur noch hydraulische Winden geeignet, diese wieder gängig zu machen. Ebenso problematisch ist es, wenn die Tür von der Hitze verschweißt wird. Zu diesem Zweck werden in solche Türen Zwischenmedien eingelegt, die sich nicht mit Stahl verschweißen lassen, oder mit einem einfachen Brenner herausgeschmolzen werden können. Die Türen der Atombunker des Kalten Krieges besaßen eine Aluminiumauflage, da die Wucht und der Druck, der auf die zufallende Tür wirkt, kombiniert mit relativ geringer Temperatur (schon ab 500 °C) ausreichen würde, Tür und Zarge miteinander zu „verschmieden“. Da sich Aluminium jedoch nicht mit Stahl verschmieden lässt, haben sich diese Türen in Tests als technisch ausgereift gezeigt und finden sogar heute noch im Bergbau Verwendung.
Problematisch ist bei funktionierender Druckwellen-Eingrenzung, dass der eingedämmte Druck trotzdem entweichen muss. Dies kann einmal über vorgesehene Öffnungen im System erfolgen oder indem die Druckwelle schnell abgekühlt wird, dadurch ein Druckabfall erzielt wird und Umweltbedingungen hergestellt werden, welche mit dem Leben vereinbar sind (sodass Rettungs- und Bergemannschaften zum Unglücksort vorrücken können). Problematisch ist dabei, dass gewöhnliche, leitungsbasierte Löschanlagen nur funktionieren, wenn ihre Leitungen und Druckspeicher noch intakt sind. Daher wird auch heute noch in den Bereichen, wo Verpuffungen zu erwarten sind, mit Wassersäcken gearbeitet.